# Municipio escolar
Un municipio escolar es una organización de alumnos en la escuela, a partir de la cual se desarrollan una serie de actividades que contribuirán a su posterior educación en la formación de valores y democracia. En ellos se puede encontrar una forma de opinar, participar en debates y vivir una autogestión con los compañeros de la escuela haciendo frente a una adversidad.
Es un organismo democrático que representa a la totalidad de los estudiantes de la Institución Educativa.
El municipio escolar tiene de finalidad ayudar a mejorar la escuela y hacerla mejor cada día. 

## La organización
En un Municipio Escolar se puede encontrar un Consejo Escolar, varios Consejos de aula y multitud de Comisiones de Trabajo para repartir las tareas .La organización debe promocionar la participación de todos los alumnos en las diferentes tareas.
El Municipio Escolar está formado por dos organismos: La Directiva y el Consejo Escolar.
La Directiva del Municipio Escolar está constituida por los siguientes cargos:
primero por el alcalde ya que es muy importante.
 Alcalde(sa).'
- Representar a la Institución Educativa, en actividades internas o externas referidas a actividades propias del Municipio Escolar.
- Trabajar coordinadamente con sus Regidores y apoyar las comisiones de trabajo.
- Promover prácticas de vigilancia ciudadana sobre el uso de los servicios de la Institución Educativa a través de la Veedurías Escolares, e informar a los estudiantes, así como a los Directivos de la Institución Educativa, de sus resultados.
- Promover consultas a nivel de los estudiantes sobre las principales necesidades de la Institución Educativa y los intereses y necesidades de los mismos.

-Reconocer a los estudiantes por sus acciones solidarias y ejemplares.
- Apoyar las actividades del Comité de Tutoría y Orientación Educativa de la Institución Educativa delegando su realización al Regidor respectivo.
- Dar informe ante el Concejo Escolar al término de la gestión, con copia al Director de la Institución Educativa.
- Rendir cuentas de su gestión a los estudiantes, mediante una pública virtual o impresa (Periódicos, murales, páginas web, Blog, impresos, etc) a la culminación de cada actividad y al término de su gestión.
- Informar por escrito los acuerdos tomados por la Directiva del Municipio Escolar al Director de la Institución Educativa.

b) Teniente Alcalde (sa).
- Reemplazar a la alcaldesa o Alcalde Escolar en caso de ausencia.
- Revisar y aprobar los informes de las Comisiones de Trabajo, los mismos reflejar y respetar los acuerdos de Asamblea.

c) Regidor (a) de Educación, Cultura, Recreación y Deporte.
- Coordinar las actividades de la Comisión de Educación, Cultura, Recreación y Deporte del Municipio Escolar de la Institución Educativa.
- Coordinar la implementación de actividades culturales, recreativas y deportivas de la Institución Educativa con el apoyo de los responsables de las diversas áreas del desarrollo curricular del grado y el director de la Institución Educativa.

-Informar sobre sus actividades en asambleas y/o sesiones del Consejo Escolar.
d) Regidor (a) de Salud y Medio Ambiente.
- Coordinar las actividades de la Comisión de Salud y Ambiente del Municipio Escolar.
- Promover campañas que favorezcan la salud, el ornato y el cuidado del ambiente en la Institución Educativa y su entorno, coordinando con las autoridades e instituciones locales que cumplan dichos fines.
- Prevenir situaciones que pongan en riesgo la salud de las y los estudiantes en la institución Educativa.
- Formar parte del Comité Ambiental y de sus comisiones: Comisión de Gestión del Riesgo y Comisión de Salud.
- Informar sobre sus actividades en asambleas y/o sesiones del Consejo Escolar.

e) Regidor (a) de Producción y Servicios.
- Coordinar las actividades de la Comisión de Emprendimiento y Actividades Productivas del Municipio Escolar, promoviendo la implementación de diferentes proyectos productivos y de servicios en la institución Educativa.
- Colaborar en las acciones de orientación vocacional implementadas en la Institución Educativa.
- Coordinar con instituciones públicas y privadas de la localidad la implementación de proyectos productivos y de servicios en la Institución Educativa.
- Informar sobre sus actividades en asambleas y/o sesiones del Concejo Escolar.

f) Regidor (a) de Derechos del Niño, Niña y Adolescente.
- Coordinar las actividades de la comisión de los derechos del Niño, Niña y Adolescente del Municipio Escolar.
- Difundir los derechos y responsabilidades de los niños, niñas y adolescentes en la Institución Educativa.
- Promover la participación activa de la Institución Educativa en la campaña por la Semana Nacional de los Derechos del Niño (a) y Adolescente.
- Promover la participación de los estudiantes en la Campaña Tengo Derecho al Buen Trato, que impulsa la Institución Educativa, enfatizando la prevención del maltrato o acoso entre estudiantes y toda forma de violencia.
- Promover en la Institución Educativa acciones relacionadas al derecho a la identidad, a través de campañas para la entrega del Documento Nacional de Identidad (DNI) a las niñas y adolescentes que no lo tuvieran.
- Promover la participación de los estudiantes en las Defensorías Escolares de Niños y Adolescentes (DESNAS) y/o defensorías Municipales como Promotores Defensores.
- Coordinar acciones de promoción y protección de los derechos de las niñas, niños y adolescentes, con la Defensoría Municipal del Niño y Adolescentes (DEMUNA) y otras instancias que velan por el respeto a sus derechos.
- Formar parte de la Brigada de Seguridad Vial en la Institución Educativa.
- Ser parte integrante de la Junta de Estudiante de las Fiscalías Escolares, donde existiese.

-Informar sobre sus actividades en asambleas y/o sesiones del Concejo Escolar.
El Consejo Escolar está constituido por los delegados de las aulas de la
Institución Educativa y la Directiva. Es la máxima instancia de gobierno del
Municipio Escolar y está presidido por el Alcalde o Alcaldesa. El Concejo
Escolar tiene como finalidad aprobar y participar en la ejecución y
evaluación del Plan de Trabajo de la Directiva de Municipio Escolar.
A nivel de aula se elegirá, por voto universal y secreto con la mitad más uno,
al delegado de aula. Este delegado se encargará de canalizar los intereses,
motivaciones y necesidades específicas de quienes representa en el Concejo
Escolar. Gracias

## Actividades
El número de actividades que puede tratarse en un Municipio Escolar es realmente variada al ser adaptable al marco local donde se elabore el proyecto.
Algunos ejemplos de áreas de acción  son:
- Educación y cultura: Medios de Comunicación escolares como un periódico, una radio o una web.
- Medio ambiente y salud: Desde el fomento del reciclaje y las actividades de ahorro energético hasta temas de alimentación y ejercicio físico.
- Emprendedores: Proyectos productivos (huertos, granjas, tecnología,etc) actividades para captar fondos (rifas, concursos, ferias, etc.), mantenimiento de instalaciones, etc.

## Creación de un municipio escolar
Asociando y pidiendo ayuda a los profesores del centro educativo, podemos formar un grupo autogestionado con el que poder mejorar nuestra Institución Educativa, el municipio escolar tiene muchas funciones muy necesarias.